# 金陵文学奖
金陵文学奖是中國南京市政府頒發的一個獎項，是南京市的文学专门著作奖，创办于1986年，每三年评选一次，也是全中国最早的省会文学奖之一。

## 外部连结
- 金陵圖書館 “美阅•读书”——“书·发现”——历届“金陵文学奖”获奖代表作品专题书展 （页面存档备份，存于）
- 南京文藝生活 第十届金陵文学奖获奖公告 （页面存档备份，存于）